# Gekko russelltraini
Gekko russelltraini es una especie de gecos de la familia Gekkonidae.

## Distribución geográfica yhábitat
Es endémica del sudeste de Vietnam. Su rango altitudinal oscila entre 100 y 304 m s. n. m..